# Valéria Benke
Dans le nom hongrois Benke Valéria, le nom de famille précède le prénom, mais cet article utilise l’ordre habituel en français Valéria Benke, où le prénom précède le nom.
 (juin 2021).
Valéria Benke, née le 26 juin 1920 à Gyönk et morte le née le 7 juin 2009 
à Budapest, est une femme politique hongroise.
Elle est ministre de l'Éducation de 1958 à 1961 sous la République populaire de Hongrie. Elle a aussi dirigé Kossuth Rádió (en) lors de la révolution hongroise de 1956.